# Глухолази
Глухола̀зи (на полски: Głuchołazy; на чешки: Hlucholazy; на немски: Ziegenhals, Bad Ziegenhals; на латински: Capricolum) е град в Южна Полша, Ополско войводство, Ниски окръг. Административен център е на градско-селската Глухолазка община. Заема площ от 6,83 км2.

## Население
Според данни от полската Централна статистическа служба, към 1 януари 2014 г. населението на града възлиза на 14 257 души. Гъстотата е 2 087 души/км2.